# Andrew Latimer

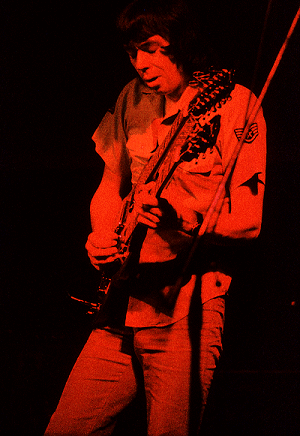
Con Camel en Oslo. 23/9/1976.

Andrew Latimer (Guilford, Surrey, 17 de mayo de 1949) es un reconocido músico, multiinstrumentista y compositor británico, conocido por ser el guitarrista, vocalista y fundador del legendario grupo Camel. 
Con más de 50 años de trayectoria, Andy Latimer es uno de los músicos más respetados en el Reino Unido y un pilar fundamental del rock progresivo. 
En el año 2014 ganó el premio de Progressive Music Awards en reconocimiento a su trayectoria.

## Primeros años (1964 - 1971)
En su adolescencia, Latimer estudió piano y posteriormente guitarra clásica durante cinco años, llegando a trabajar con músicos académicos.
El primer grupo en el que participó se llamó The Phantom Four, y estaba compuesto por su hermano mayor, Ian Latimer, al bajo; Alan Butcher, en la batería, y Graham Cooper, en los teclados.
En 1967 formó Brew junto a Andy Ward y Doug Ferguson, trío que más tarde se unió a Phil Goodhand-Tait, con el que estuvieron hasta finales del 71', llegando a grabar un álbum. 
En 1971, con la llegada de Peter Bardens al grupo, se funda Camel.

## Camel (1971 - actualidad)

### Los años 70
Es en esta década en que comienza a gestarse el grupo que pronto se convertiría en uno de los más importantes referentes y pionero del Rock Progresivo y de la Escena Canterbury. 
Con más de 15 álbumes editados en estudio, varias recopilaciones, discos en vivo y DVD; con el tiempo, Andy Latimer se convierte en el único músico indispensable para la existencia del grupo. Más conocido como guitarrista, toca también los teclados, la flauta y varios instrumentos de percusión. Es cantante, produce y compone la mayoría de los temas del grupo. Su estilo es cercano al de otros guitarristas ingleses, como David Gilmour, de Pink Floyd, o Steve Hackett, de Genesis.
Admirador de grandes guitarristas, como Django Reinhardt, Joe Pass o Charlie Christian, es un músico innovador de gran sabiduría estilística y sonido único, con gran feeling interpretativo, especialmente en las composiciones instrumentales.
Los discos más reconocidos con Camel son The Snow Goose y Moonmadness en la etapa de los años 1970, así como Harbour Of Tears de 1996 o Rajaz de 1999.

### Camel Productions
En la década de 1990, en medio de grandes cambios y luchas con las empresas discográficas, Latimer sigue adelante por mantener la existencia de Camel, y se muda a Estados Unidos en donde finalmente funda su propio sello discográfico bajo el nombre de Camel Productions
En el año 1991 y ya desde su propia productora, Camel edita Dust and Dreams, un álbum conceptual basado en la novela Las uvas de la ira de John Steinbeck. La producción discográfica de los años siguientes comprende mayormente numerosos álbumes en vivo. El siguiente de ellos, fue Harbour of Tears (1996), dedicado al puerto de Cobh (Irlanda), desde donde embarcaron muchos emigrantes hacia EE. UU. Tras ello realizaron una gira por Estados Unidos, Europa y Japón, tras la cual editaron Coming of Age en doble CD y DVD.
En 1999 la banda formada por Latimer, Stewart, Bass y Scherpenzeel grabó Rajaz, un retorno a sus raíces de rock progresivo, inspirado en el rastro dejado por los dromedarios en desierto que sirve de guía a los nómadas.

### 2000 - 2010
En 2002, Camel  lanza un álbum de estudio titulado A Nod and a Wink, en homenaje a Peter Bardens fallecido en enero del mismo año, y en 2003 emprenden una gira mundial. Latimer anuncia el lanzamiento de un disco unplugged que se llegó a realizar pero nunca ha salido a la luz.
En el año 2006 Latimer fue convocado por Roger Waters para que sea el guitarrista de la gira de The Dark Side of the Moon Live.

«Fue una experiencia muy agradable. Todo sucedió muy deprisa y antes de darme cuenta estaba tocando a todo trapo Comfortably Numb en algún lugar de Londres». Al principio fue todo bien, pero cuando llegó el momento de cantar Wish You Were Here, Roger, dándose cuenta de que me resultaba difícil llegar a las notas mas altas, me dijo en la encarnación del perfecto inglés educado y cortés: «bit high for you?» ¿un poco  alto para  ti?».
Andy Latimer

En el año 2008 una grave enfermedad afecta la salud de Andrew Latimer y recibe un trasplante de médula ósea acompañado de un intenso tratamiento. Tras una larga recuperación que le impidió tocar la guitarra por algunos años, en 2010 comenzó a aparecer como músico sesionista en algunos álbumes
Finalmente en el año 2010 se publica The Opening Farewell, un material audiovisual perteneciente al último concierto dado en su última gira.

### 2010 - Regreso a los escenarios
En el año 2013 Camel regresa a los escenarios con una extensa gira de conciertos en el marco de una gira celebrando los 40 años del mítico álbum The Snow Goose, del cual se publica una reedición. 
Incorporando a dos tecladistas Guy LeBlanc y Jason Hart, el grupo vuelve a surgir en escena y graban el DVD en vivo "In From The Cold" en el teatro Barbican Centre.
En 2016 tras la muerte de Guy LeBlanc y la salida de Jason Hart, ingresa el multinstrumentista Pete Jones y realizan una gira por Japón. Con esta nueva formación publican el DVD "Ichigo Ichie - Live in Japan" y realizan una serie de conciertos por Asia y Europa.
En el año 2019, publican su último trabajo audiovisual hasta la fecha, un concierto en el Royal Albert Hall de Londres con entradas agotadas, rememorando el álbum Moonmadness.

### 2020 - Actualidad
El 29 de noviembre de 2021 Latimer anunció en el sitio oficial de Camel una gira por el Reino Unido para junio de 2023, con motivo de la celebración por los 50 años de historia del grupo.

## Equipamiento
El tono de la guitarra de Andy Latimer es muy característico. A lo largo de sus casi 50 años de carrera, Latimer ha experimentado y usado una gran variedad en equipamiento, pero destacando principalmente las guitarras Fender y tipo Les Paul.
Durante toda su carrera ha utilizado: Gibson Les Paul cherry sunburst, Gibson Les Paul Standard Tobaco Sunburst, Gibson EDS 1275 Doubleneck 12 strings y 6 strings, Fender Stratocaster Eric Clapton signature, Burny Les Paul Sunburst Flametop, Fender Stratocaster estándar, entre otras.
En sus comienzos utilizó Yamaha SG 2000 y Epiphone Sheraton.
En cuanto a amplificadores, Latimer usa Fender Twin Reverb, Vox, Marshall, Mesa Boogie.

## Legado
Entre los músicos influenciados por Latimer se encuentran los guitarristas Mikael Åkerfeldt (Opeth), Steve Rothery (Marillion) y Bruce Soord (The Pineapple Thief).

## Discografía

### Álbumes de estudio
- Camel (1973)
- Mirage (1974)
- The Snow Goose (1975)
- Moonmadness (1976)
- Rain Dances (1977)
- Breathless (1978)
- I Can See Your House From Here (1979)
- Nude (1981)
- The Single Factor (1982)
- Pressure Points - Live in Concert (1984)
- Stationary Traveller (1984)
- Dust and Dreams (1991)
- Harbour of Tears (1996)
- Rajaz (1996)
- The Paris Collection (2001)
- A Nod and a Wink (2002)

### Álbumes en directo
- 1978 - A Live Record
- 1984 - Pressure Points
- 1992 - On the Road 1972
- 1993 - Never Let Go
- 1994 - On the Road 1982
- 1997 - On the Road 1981
- 1998 - Coming of Age
- 2000 - Gods of Light '73-'75
- 2001 - The Paris Collection

### Recopilaciones
- 1981 - Chameleon - The Best Of Camel
- 1986 - A Compact Compilation
- 1986 - The Collection
- 1991 - Landscapes
- 1993 - Echoes
- 1997 - Camel - Master Series (Recopilación 25 aniversario)
- 2001 - Lunar Sea

### Sencillos
- 1973 - "Never Let Go" / "Curiosity"
- 1975 - "Flight of the Snow Goose" / "Rhayader"
- 1975 - "The Snow Goose" / "Freefall"
- 1976 - "Another Night" / "Lunar Sea" (Directo)
- 1977 - "Highways of the Sun" / "Tell Me"
- 1978 - "Breathless" / "Rainbows End" (español)
- 1979 - "Your Love is Stranger Then Mine" / "Neon Magic"
- 1979 - "Remote Romance" / "Rainbows End" / "Tell Me"
- 1981 - "Lies" (holandés)
- 1982 - "No Easy Answer" / "Heroes"
- 1982 - "Selva" (holandés)
- 1984 - "Long Goodbyes" / "Metrognome" (Alemán)
- 1984 - "Cloak And Dagger Man" / "Pressure Points"
- 1984 - "Berlin Occidental Stereo Version" / Mono Version

### DVD
- 2002 - Coming Of Age (Directo, 13 de marzo de 1997, Billboard, Los Ángeles, USA)
- 2003 - Pressure Points (Directo, 11 de mayo de 1984, Hammersmith Odeon, Londres, UK)
- 2003 - Curriculum Vitae
- 2004 - Footage
- 2005 - Footage II
- 2007 - Total Pressure (versión completa del concierto 'Pressure Points').
- 2007 - Moondances
- 2014 - "In from the Cold" (Live at the Barbican, London 28/10/2013)
- 2016 - "Ichigo Ichie" (Live in Japan 2016)